# Sławomir Tkacz
Sławomir Tkacz (ur. 21 października 1972 w Gliwicach) – polski prawnik, specjalista w zakresie teorii prawa i filozofii prawa, adwokat, doktor habilitowany nauk prawnych, profesor nadzwyczajny Uniwersytetu Śląskiego w Katowicach.

## Życiorys
Absolwent IV Liceum Ogólnokształcącego w Gliwicach. W 1996 ukończył studia prawnicze na Wydziale Prawa i Administracji Uniwersytetu Śląskiego. W 2001 na podstawie napisanej pod kierunkiem Józefa Nowackiego pracy pt. Klauzula „sprawiedliwość” w orzecznictwie Trybunału Konstytucyjnego otrzymał na macierzystym wydziale stopień naukowy doktora nauk prawnych w zakresie prawa, specjalność: teoria prawa. Jego rozprawa doktorska uzyskała pierwszą nagrodę XXXVII Ogólnopolskiego Konkursu organu Komitetu Nauk Prawnych PAN „Państwo i Prawo” na najlepszą pracę doktorską z dziedziny nauk prawnych. W 2015 na podstawie  dorobku naukowego oraz monografii pt. O zintegrowanej koncepcji zasad prawa w polskim prawoznawstwie (Od dogmatyki do teorii) uzyskał na Wydziale Prawa i Administracji UŚl stopień doktora habilitowanego nauk prawnych w zakresie prawa. 1 maja 2018 został profesorem nadzwyczajnym Uniwersytetu Śląskiego w Katowicach zatrudnionym w Katedrze Teorii i Filozofii Prawa Wydziału Prawa i Administracji UŚl.
W pracy naukowej zajmuje się problemami z zakresu teorii prawa, w szczególności problematyką teoretyczno-prawnych problemów wynikających z orzecznictwa Trybunału Konstytucyjnego, zagadnieniami wykładni prawa, argumentacji prawniczej, techniki legislacyjnej oraz zagadnieniem zasad konstytucyjnych. Prowadzi także badania nad myślą teoretyczno-prawną w Polsce w okresie międzywojennym.
W latach 2003–2006 odbył aplikację prokuratorską w Prokuraturze Rejonowej w Gliwicach, po czym zdał egzamin prokuratorski. Wpisany na listę adwokatów Okręgowej Rady Adwokackiej w Katowicach. Od 2007 współpracuje z Biurem Rzecznika Praw Obywatelskich.

## Wybrane publikacje
- Sławomir Piekarczyk, Sławomir Tkacz, Wykładnia autentyczna w świetle nauki o wykładni prawa, Katowice: UŚ, 2023.
- Sprawiedliwość w orzecznictwie Trybunału Konstytucyjnego, Katowice: UŚ, 2003.
- O zintegrowanej koncepcji zasad prawa w  polskim prawoznawstwie (Od dogmatyki do teorii), Toruń: Wydawnictwo Adam Marszałek, 2013.
- J. Nowacki, Z. Tobor, S. Tkacz, I. Bogucka, A. Bielska-Brodziak, L. Rodak, A. Wentkowska, Wstęp do prawoznawstwa, wydanie 5. uzupełnione i poprawione, Warszawa: Wolters Kluwer Polska, 2016.
- G. Krawiec, S. Tkacz, A. Wentkowska, Ustawa o bezpieczeństwie imprez masowych. Wykładnia przepisów nowelizujących w świetle regulacji europejskich,  Warszawa: Biuro Rzecznika Praw Obywatelskich, 2012.
- Leksykon prawa dla polityków, Polskie Wydawnictwo Prawnicze, 2011 (47 haseł wspólnie z Z. Toborem).